# Nirvana Sutra

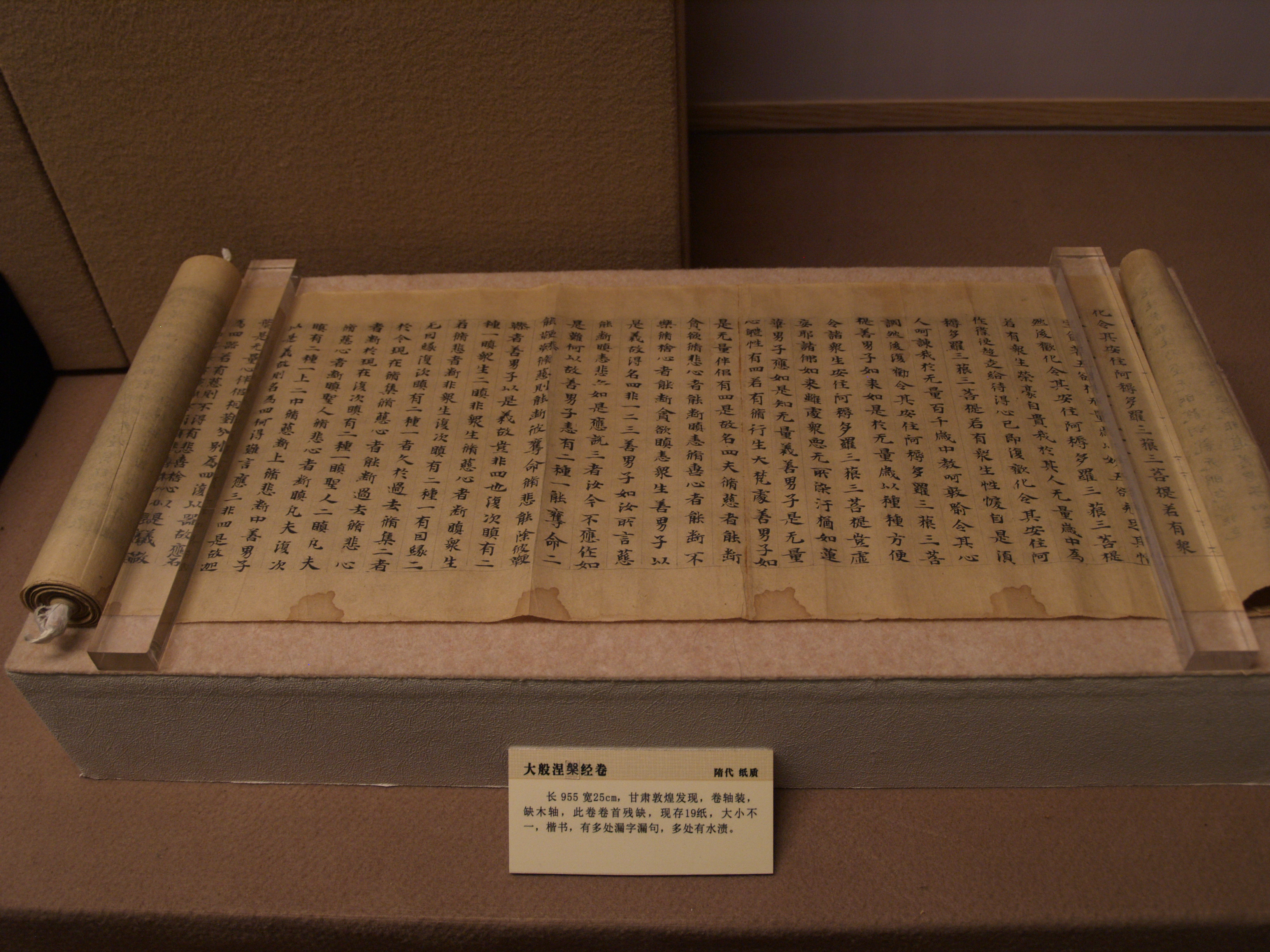
Manuscrito del Sūtra del Nirvāṇa de la dinastía Sui.

El Mahāyāna Mahāparinirvāṇa Sūtra (sánscrito, chinoː 大般涅槃經, pinyinː Dàbānnièpán-jīng, tibetanoː myang 'das kyi mdo) o Sutra del Nirvana en breve, es una influyente escritura budista Mahāyāna de la clase de la naturaleza de buda. El título original del sutra era Mahāparinirvāṇamahāsūtra (Gran Escritura del Gran Nirvāṇa Perfecto) y la versión más antigua del texto estaba asociada a la escuela Mahāsāṃghika-Lokottaravāda.El sutra fue especialmente importante para el desarrollo del budismo de Asia oriental.
El sutra del Nirvana utiliza el escenario del nirvana final de Buda para discutir la naturaleza de buda, que se describe en este sutra como imperecedero y eterno, sin principio ni fin.El texto también analiza la doctrina asociada de la naturaleza búdica (tathāgatagarbha), de la que se dice que es un "tesoro oculto" dentro de todos los seres vivos que es eterno (nitya), dichoso, Ser (atman) y puro (shudda).Debido a esta naturaleza búdica, todos los seres tienen la capacidad de alcanzar la budeidad.Algunos eruditos, como Michael Radich y Shimoda Masahiro, creen que el sutra del Nirvana podría ser la fuente más antigua de la idea de la naturaleza de buda.
El sutra del Nirvana también aborda las enseñanzas del no-yo y la vacuidad, y cómo son incompletas a menos que se complementen con la enseñanza de la "no vacuidad" y el verdadero yo, que es la naturaleza de buda.Además, el sutra del Nirvana aborda la idea de los icchantikas, una clase de seres sensibles que "tienen pocas o ninguna posibilidad de liberación". La idea de los icchantikas se discute de diversas formas a lo largo de las distintas versiones del sutra, y la cuestión es compleja, aunque como escribe Blum el sutra parece "ambivalente sobre si los icchantikas pueden o no alcanzar la budeidad".
La fecha exacta de origen del sutra del Nirvana es incierta, pero es posible que su forma primitiva se desarrollara en el siglo II de nuestra era. El texto original en sánscrito no existe, salvo un pequeño número de fragmentos, pero se conserva traducido al chino y al tibetano.El sutra del Nirvana se ha traducido al chino en varias ocasiones. Las ediciones más importantes son el "texto de seis fascículos" de 416 d. C. y la traducción de Dharmakṣema de 421 d. C., que es unas cuatro veces más larga que la anterior.
Este sutra no debe confundirse con el Mahāparinibbāna Sutta, que no es un sutra Mahayana.

## Enseñanzas

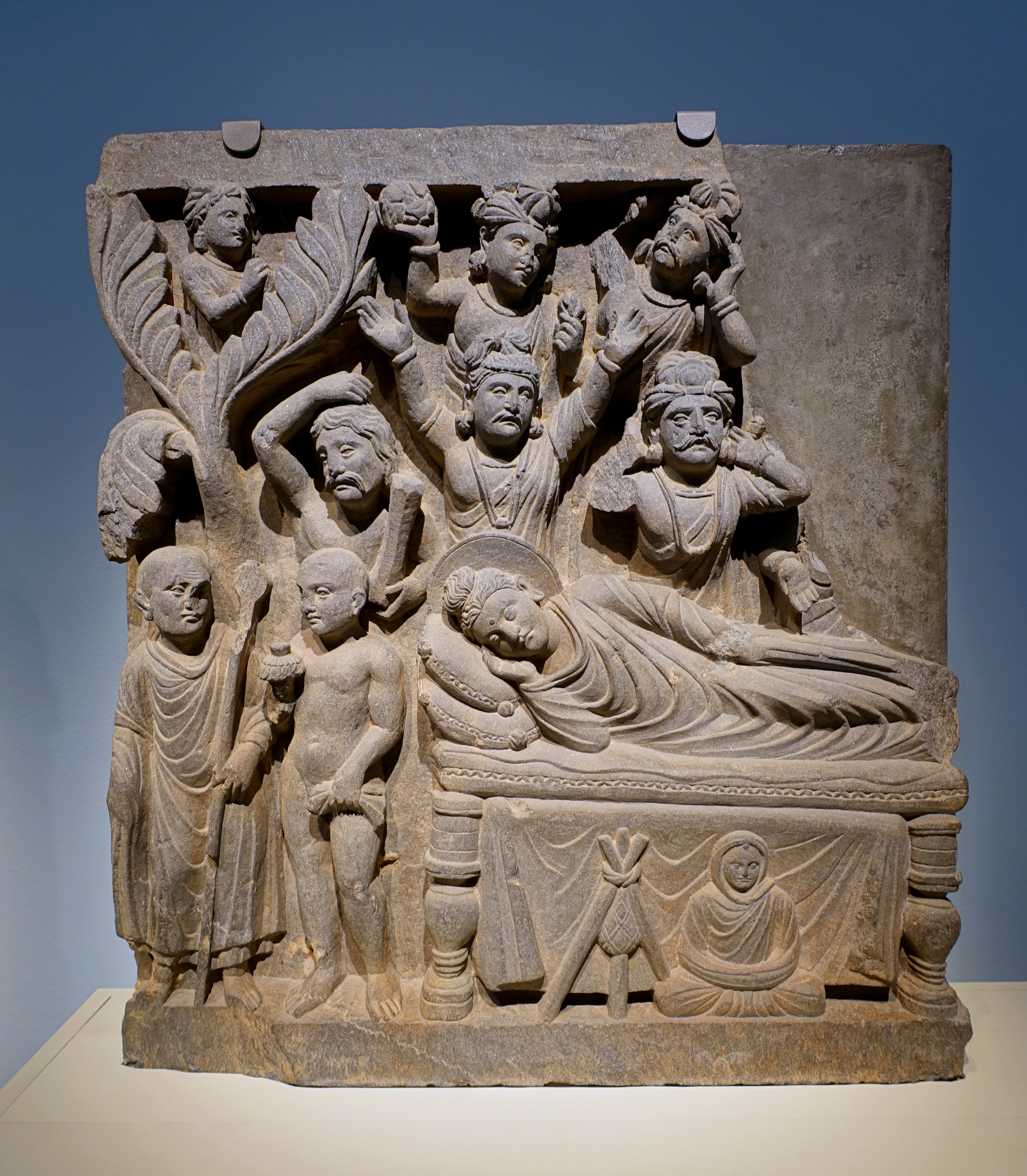
Escena del Parinirvana en esquisto, dinastía Kushan, finales del -principios del, Gandhara.

El sutra del Nirvana se sitúa en las últimas horas de la vida de Buda. A diferencia del Mahaparanibbana sutta, Ananda, el asistente de Buda, está casi ausente del sutra del Nirvana (en su lugar, el interlocutor principal es Mañjuśrī). El sutra del Nirvana también termina con el Buda acostado, pero no representa su parinirvāṇa (nirvana final a la muerte del cuerpo) real, ni la cremación, ni otros episodios posteriores a su muerte, como la división de las reliquias y Mahakashyapa rindiendo respeto a su cuerpo, etc.
Según Sallie B. King, la innovación más importante del sutra del Nirvana es la vinculación del término buddhadhātu (naturaleza de buda) con tathagatagarbha (útero o cámara del tathagata). El buddha-dhātu (naturaleza-buda, elemento-buda) se presenta como un "Ser" (ātman) atemporal, eterno (nitya) y puro.Esta noción de una teoría budista de un yo verdadero (es decir, presenta un ātman budista) es radical, causó mucha controversia y fue interpretada de muchas maneras diferentes.
Otros temas doctrinales importantes en el sutra del Nirvana incluyen reinterpretaciones del no-yo (anātman) y la vacuidad (Śūnyatā) como un medio hábil que allana el camino para la enseñanza última de la naturaleza de buda, la doctrina del icchantika, la naturaleza eterna y docetica (lokottara) del Buda Shakyamuni y su cuerpo adamantino (vajra-kaya), la promoción del vegetarianismo y una enseñanza sobre el declive del Dharma del Buda.

### El Buda Eterno

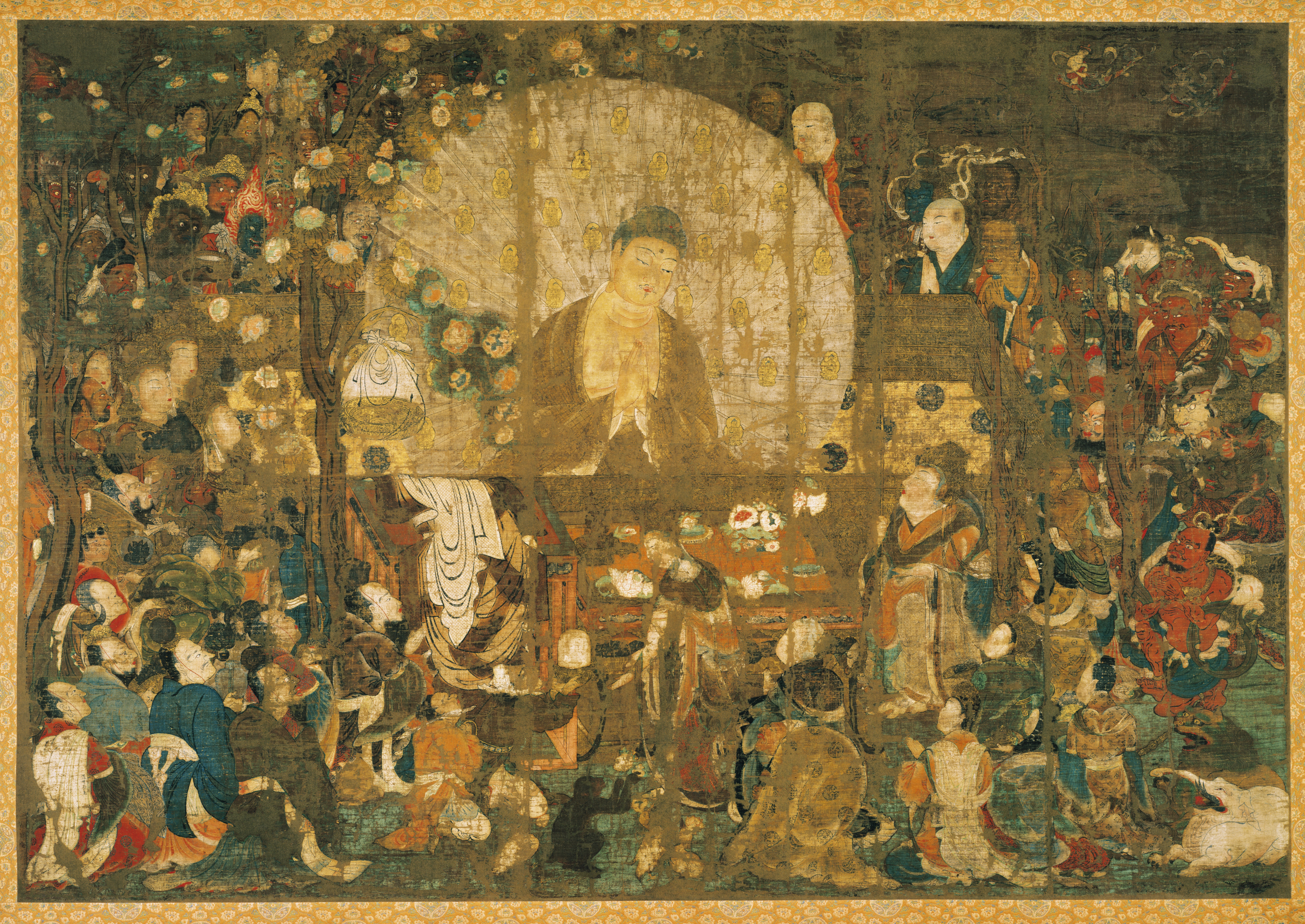
Cuerpo trascendente del Buda Shakyamuni saliendo de su tumba dorada, pintura del periodo Heian,, Museo Nacional de Kioto.

Una enseñanza clave del sutra del Nirvana es la naturaleza eterna de Buda. Mark Blum señala que el sutra deja claro que el Buda no está sujeto a los procesos de nacimiento y muerte, sino que permanece para siempre en un estado imperecedero. Aunque el Buda parecerá morir (y manifestará parinirvāṇa, su nirvana final, la muerte aparente de su cuerpo), en realidad es eterno e inmortal, ya que nunca nació, y no tuvo principio ni fin. El sutra declara:
El cuerpo del Tathāgata es un cuerpo eterno (*nityakāya), un cuerpo indestructible (*abhedakāya), un cuerpo adamantado (*vajrakāya); no es un cuerpo sostenido por diversos tipos de alimentos. Es decir, es el Cuerpo del Dharma (*dharmakāya). No digas ahora que el cuerpo del Tathāgata es blando, que puede romperse fácilmente y que es igual al del común de los mortales. ¡Oh buen hombre! Sabe ahora que durante incontables billones de eones, el cuerpo del Tathāgata ha sido fuerte, firme e indestructible.
Así pues, el sutra del Nirvana presenta al Buda como un ser eterno y trascendente (lokottara) que está más allá del ser y del no ser y es la asíidad (tathata), la realidad última, el eterno dharmakāya o "cuerpo del dharma" (que equivale al cuerpo del buda).El sutra también afirma que el cuerpo del buda (buddhakaya) es un cuerpo adamantino (abhedavajrakāya) eterno, inmutable, sin impedimentos e indivisible. Como tal, aunque parece morir, su "modo de ser trascendente e indestructible" es algo que nunca muere verdaderamente, siendo no compuesto (asaṃskṛta).El sutra del Nirvana equipara además el dharmakāya con la naturaleza de buda, y afirma que tiene cuatro perfecciones (pāramitās): permanencia, dicha, pureza y el ser.
Según Shimoda y Radich, este tema es el tema central de la que quizá sea la capa textual más antigua del sutra del Nirvana.Radich también señala que el sutra del Nirvana se refiere a sí mismo con títulos alternativos, entre ellos Tathāgataśāśvata-sūtra o Tathāgatanityatva-sūtra, que indican la eternidad del Tathāgata.

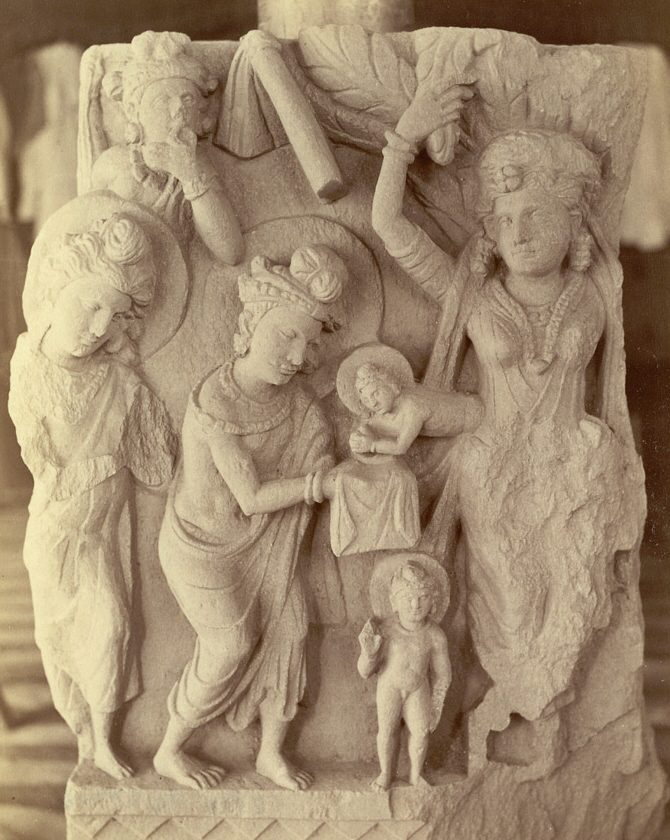
Representación gandhariana del nacimiento milagroso de Buda (de Lorian Tangai). Algunos estudiosos, como Radich, sostienen que las doctrinas del sutra del Nirvana se desarrollaron a partir de relatos milagrosos anteriores sobre la gestación y el nacimiento de Buda.

Un elemento clave de la doctrina del cuerpo de buda eterno es una especie de docetismo mahayana, la idea de que el nacimiento y la muerte del Buda en la Tierra fueron una mera apariencia, un espectáculo convencional en aras de ayudar a los seres sintientes (una doctrina que ya se encontraba en la escuela Mahāsāṃghika).Según el sutra del Nirvana, el Buda entró en el nirvāṇa hace eones (y, sin embargo, sigue beneficiando activamente a los seres). Como tal, el Buda simplemente parece nacer, practicar el camino, alcanzar el nirvana y morir para estar "de acuerdo con el mundo" (lokānuvartanā, Ch. suishun shijian, 隨順世間) para que la gente confíe en él como en un sabio humano. Sin embargo, en realidad, su naturaleza es eterna e inmutable. Como dice Buda en el sutra del Nirvana, "a veces, me muestro [entrando en] parinirvāṇa en los Jambudvīpas de mil millones de mundos, y sin embargo, en última instancia, no tomo parinirvāṇa."
Según Radich, la idea del tathāgatagarbha en el sutra del Nirvana está estrechamente relacionada con los elementos positivos de esta budología docetista, que se refiere a la idea de que, puesto que Buda no tuvo un cuerpo humano normal (ni se gestó en un útero normal), debió tener algún otro tipo de cuerpo trascendente (que requiere un útero trascendente, el tathāgata-garbha, "útero de Buda").

### Naturaleza de Buda
La doctrina del "buddha-dhātu" (naturaleza búdica, elemento búdico, chino: 佛性 foxing, tibetano: sangye yi khams), que se refiere a la naturaleza fundamental del Buda, es una enseñanza central del sutra del Nirvana. Según el sutra, "todos los seres sensibles poseen la naturaleza búdica sin distinción" (chino:一切眾生皆有佛性而無差別). Mucho del foco central del Nirvana sutra recae en la existencia del buddha-dhatu, también llamado tathagata-garbha (‘buda-útero’ o ‘embrión de buddha’) que está en cada ser sensible, la completa visión que nos guía a la liberación de todos los sufrimientos y lleva como efecto la liberación final dentro del reino del gran nirvana.
El sutra del Nirvana también equipara la naturaleza de buda con el término "tathāgatagarbha" (lo que también hacen otros textos como el Aṅgulimālīya, el Mahābherī y el Uttaratantra). Según King, esto puede entenderse como un "tathāgata embrionario" o como el "vientre del tathāgata". Los chinos tradujeron típicamente el término como rúlái zàng (如來藏, "almacén del tathāgata", "matriz del tathāgata" o "cámara del tathāgata").Sin embargo, según Mark Blum, Dharmaksema traduce tathāgatagārbha como rúlái mìzàng (如來密藏, "tesoro oculto del tathagata"). Este tesoro es visto como una maravillosa verdad liberadora que está misteriosamente oculta.Blum señala que las dos principales versiones chinas del sutra del Nirvana no utilizan el término chino literal de embrión o vientre, sino que hablan del "maravilloso tesoro interior del Buda" que siempre está presente dentro de todos los seres.Este tesoro interior, una "reliquia búdica" pura, está oscurecido por las aflicciones mentales negativas de cada ser sintiente. Sin embargo, una vez eliminados estos estados mentales negativos, se dice que la naturaleza búdica brilla sin obstáculos.
La explicación de la naturaleza búdica en el sutra del Nirvana es compleja. Karl Brunnholzl sostiene que existen tres significados principales de la naturaleza búdica en el sutra del Nirvana: (1) una naturaleza pura intrínseca que sólo tiene que revelarse, (2) una semilla o potencial que puede convertirse en Buda con las condiciones adecuadas, (3) la idea de que el camino del Mahayana está abierto a todos. El sutra del Nirvana afirma que la naturaleza búdica, como budeidad dotada de los poderes y cualidades de un buda, está libre de cualquier karma o aflicción (klesha), trascendiendo los cinco agregados y los doce eslabones del surgimiento dependiente. Sin embargo, para convertirse en verdaderos budas, los seres sensibles necesitan practicar las seis pāramitās que actualizan su potencial de buda en la plena budeidad. Esto se compara con la forma en que la leche se convierte en nata o mantequilla a través de condiciones adicionales.Como tal, el sutra del Nirvana critica a aquellos que piensan que la naturaleza búdica significa que todos los seres ya son budas completos y no necesitan practicar el camino del bodhisattva.
Sin embargo, otros símiles del sutra del Nirvana contienen caracterizaciones ligeramente diferentes de la naturaleza búdica. Por ejemplo, un símil compara la naturaleza búdica con un tesoro enterrado bajo la tierra, o con una mina de oro (ambos se encuentran en el Tathāgatagarbha sūtra, que se cita por su nombre en el sutra del Nirvana). Estos símiles sugieren una comprensión más inmanente de la naturaleza búdica en la que el elemento búdico es meramente algo que debe revelarse.Además, otros símiles rechazan la idea de que la naturaleza búdica habite en absoluto en los seres sensibles, afirmando que la naturaleza búdica no habita en ninguna parte, como el sonido producido por un laúd no está localizado en ninguna parte del laúd.

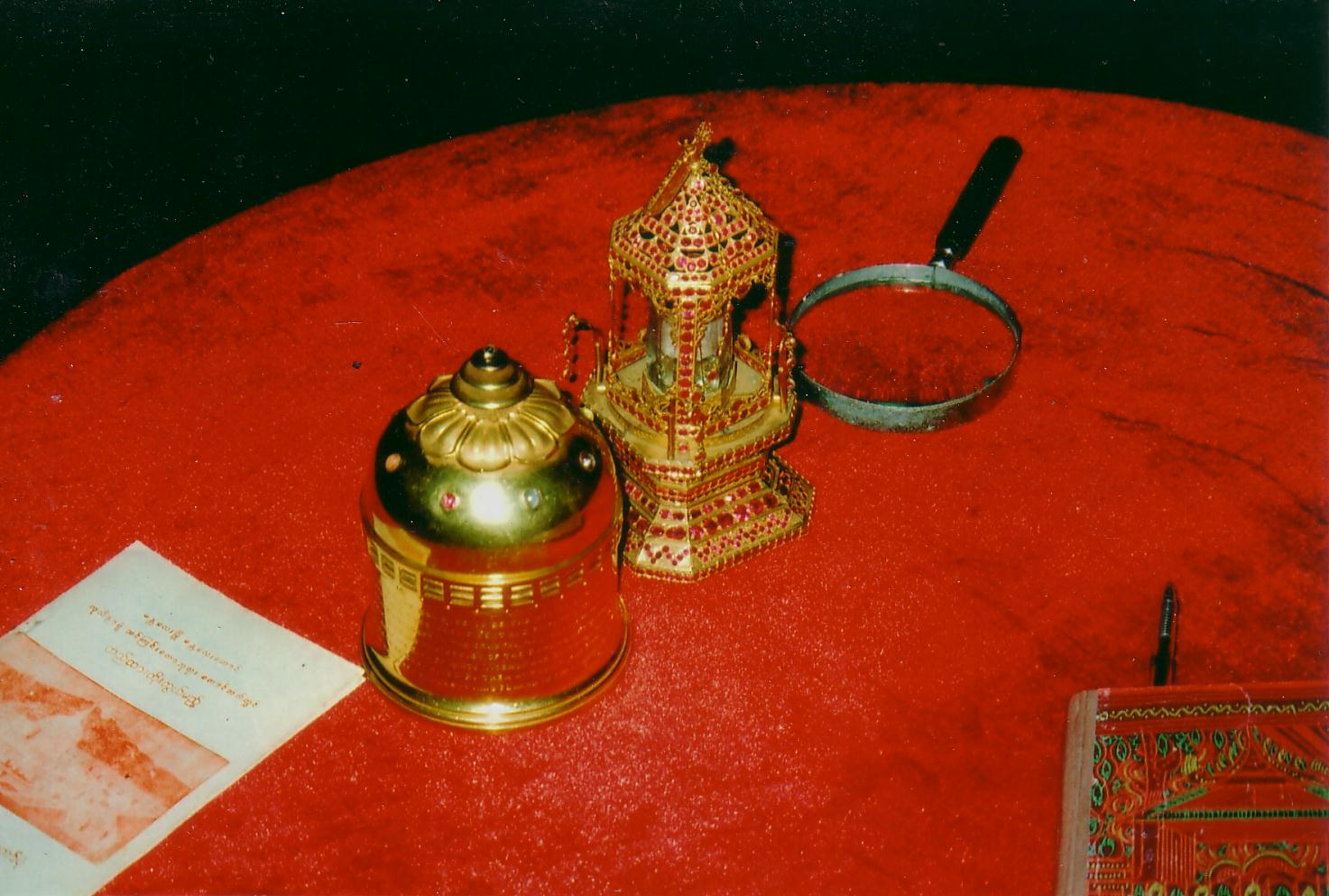
Reliquias de Buda que originalmente se encontraban en el interior de la cámara (garbha) de la estupa de Kanishka en Peshawar (Pakistán).

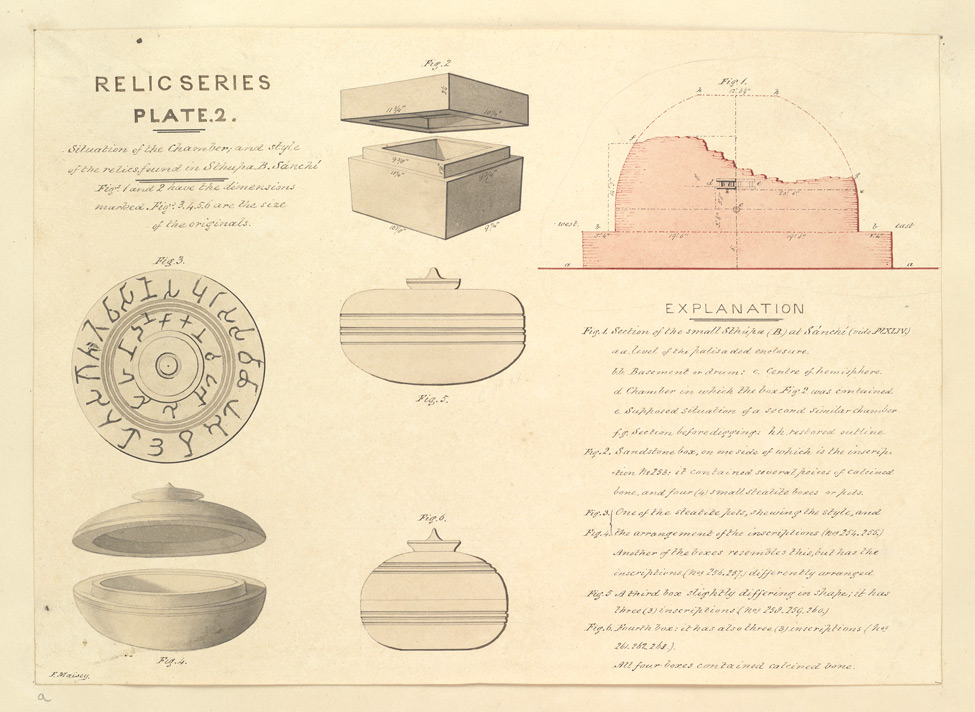
Ilustración del relicario y la cámara de reliquias encontrados en la estupa n.º 2 de Sanchi por Frederick Charles Maisey, publicada en 1850.

El término índico "dhātu" se utilizaba en el budismo primitivo para referirse a las reliquias de un Buda, así como a los constituyentes básicos de la realidad o "materia prima" (como los dieciocho "dhātus" que conforman cualquier personalidad).El sutra del Nirvana se basa en este término y lo aplica a la verdadera naturaleza de un buda, que es permanente (nitya), pura, dichosa y reside en el interior de todos los seres sensibles (de forma análoga a como las reliquias puras de buda se alojaban en el interior de una estupa).  Algunos eruditos, como Shimoda y Radich, consideran que la idea de la naturaleza búdica surge de la interiorización del culto a las estupas y reliquias. En lugar de venerar las reliquias externamente, la enseñanza de la naturaleza búdica se vuelve hacia la reliquia búdica interior que todos llevamos dentro. Según Jones, el término "tathāgatagarbha" también podría haberse referido a "la cámara (garbha) para un Buda (tathāgata): el espacio en el centro de una estupa, donde yace oculto aquello que es esencial para un Buda y lo más preciado para el mundo después de su (aparente) partida de él."
El término "cámara para una reliquia" (sct. dhātugarbha) está atestiguado en muchos textos budistas. Debido a esto, Radich sostiene que el término tathāgatagarbha también se desarrolló como una reliquia búdica interiorizada que llegó a referirse a la presencia de las cualidades, el modo de ser o el cuerpo de un buda que no se encontraba en una estupa, sino en los seres sensibles.
Otro aspecto clave de la naturaleza búdica, tal como se enseña en el sutra del Nirvana, es que sólo puede ser percibida directamente por un Buda plenamente despierto, aunque el sutra dice que un bodhisattva en la décima etapa (bhūmi) también puede percibir la naturaleza búdica de manera imperfecta e indistinta. Dado que, según el sutra del Nirvana, "la naturaleza del Tathāgata es difícil de ver", el sutra subraya la importancia de la fe (śraddhā) tanto en el propio sutra del Nirvana como en la naturaleza búdica, diciendo que "sólo quien sigue las enseñanzas del Tathāgata, comprometiéndose fielmente con ellas, ve después su igualdad [con el Buda]."

#### Buddhadhātu como ātman y las cuatro perfecciones.
El sutra del Nirvana describe la budeidad y la naturaleza búdica como un yo verdadero (ātman), una "esencia suprema" (tibetano: nying po chog) y como un "gran yo" (mahātman, 大我) que es eterno, puro y dichoso, y que también está separado de los cinco agregados y más allá de los fenómenos samsáricos. Por ejemplo, el sutra afirma:
El yo real es la naturaleza del Tathāgata ( 如來性). Sabed que todos los seres sensibles la tienen, pero como esos seres sensibles están envueltos por aflicciones inconmensurables, no se manifiesta.
El no-yo en el Mahaparinirvana sutra se refiere a lo no permanente, a lo mundano, el ego construido, cuya realidad es llamada por el Buda «una mentira». El Buda dice que los seres mundanos que entienden mal la auténtica doctrina budista «... tienen la noción de que ahí hay un no-yo, pero son incapaces de conocer al verdadero yo». Este «yo verdadero», no es el ego limitado y el transitorio «ego» el cual en las personas no iluminadas creen que es su verdadera identidad. Este yo es el buda completamente puro, el nirvana supremo (mahanirvana), que es «indestructible como un diamante».
El término indio "ātman" se refería generalmente a "la esencia permanente e indestructible, o un elemento central inmutable, de cualquier ser humano u otro ser sensible", y la idea de que tal cosa existiera era ampliamente rechazada por la corriente principal del budismo indio.Al enseñar la existencia de un elemento permanente en los seres sensibles que les permite convertirse en budas, el sutra adopta conscientemente una versión budista del ātmavāda ("discurso sobre el yo") que era popular en el pensamiento indio, al tiempo que modifica la doctrina budista del no-yo (anātman) que rechazaba por completo cualquier noción de un yo.

La enseñanza de que la naturaleza búdica es un yo es una de las "cuatro inversiones" (viparyāsas), un tema clave en el sutra del Nirvana. El budismo primitivo sostenía que los seres vivos tienen cuatro distorsiones en su percepción de la realidad: ven lo impermanente como permanente (nitya), ven lo que no es yo como un yo (ātman), ven lo impuro como puro (śubha/śuci) y ven lo que es sufrimiento como agradable o dichoso (sukha). El sutra del Nirvana afirma que, si bien estos cuatro se aplican a los fenómenos samsáricos, cuando se trata del "dharma supremo" (zhenshifa 真實法, *paramadharma, como el buda / naturaleza búdica), ocurre lo contrario.Como dice el sutra:
Monjes, cualquier cosa que cultivéis mentalmente, repetida y crecientemente y con plena aceptación, de ser en todas las instancias impermanente, insatisfactoria, sin yo e impura, en medio de éstas existe aquello que exhibe permanencia, bienaventuranza, pureza y el yo....
Así, el sutra del Nirvana afirma que la naturaleza búdica (y el cuerpo de Buda, su dharmakaya) se caracteriza por cuatro perfecciones (pāramitās) o cualidades (que se niegan en la doctrina budista clásica): permanencia (nitya), dicha (sukha), yo (ātman) y pureza (śuddha).Las cuatro perfecciones como característica de la naturaleza búdica también se encuentran en el Śrīmālādevī sūtra (Sutra de la reina Srimala).

#### El "yo" y el "no-yo" como medios hábiles
Paul Williams también señala que, si bien podemos hablar del tathāgatagarbha como un Yo, se trata de una cuestión mucho más compleja, ya que el sutra también habla de la importancia de la enseñanza del no-yo, diciendo que aquellos que tienen nociones de un yo no pueden percibir la naturaleza búdica.
El sutra del Nirvana es consciente de que existen numerosos relatos no budistas de un yo que podrían sonar similares a su propia teoría del yo y argumenta que si parecen similares se debe a dos razones. La primera es que estas teorías ātmavāda no budistas son a menudo interpretaciones o recuerdos erróneos de lo enseñado por un bodhisattva. La segunda es que pueden ser medios hábiles (upayas) enseñados por Budas y bodhisattvas.Además, en el sutra del Nirvana se rechazan numerosas doctrinas no budistas de un yo (incluidas algunas de las teorías enseñadas en los Upanishads), en las que el yo es "algún núcleo de identidad oculto dentro del cuerpo" que es una "persona" (pudgala), un jīva, un "hacedor" (kartṛ) o un "maestro" (zhu 主).Según Williams, el "yo" que se enseña en el sutra del Nirvana "no es un yo en el sentido mundano que enseñan los pensadores no budistas, o que sostiene que existe el tan denostado 'hombre de la calle'", ya que se considera que conducen al aferramiento egoísta.

Así, el sutra del Nirvana presenta a menudo la enseñanza del tathāgatagarbha que es un "Yo" como un medio hábil, una estrategia útil para convertir a los no budistas y combatir las interpretaciones aniquilacionistas (o nihilista) del dharma.Por ejemplo, en el sutra del Nirvana, el Buda proclama: "¡Yo no enseño que todos los seres sintientes carezcan de un yo! Enseño constantemente que todos los seres sensibles poseen la naturaleza de Buda; ¿no es la naturaleza de Buda el yo? Por lo tanto, no he enseñado una visión aniquilacionista."  A continuación, Buda afirma que la razón por la que enseña el no-yo (y la impermanencia, el sufrimiento y la impureza) es porque los seres sensibles no ven la naturaleza búdica. Más adelante en el sutra, el Buda también afirma:
Buen hijo, esta naturaleza de buda no es en verdad el yo; por el beneficio de los seres sensibles se llama el yo.... La naturaleza de Buda es la ausencia del yo, [pero] el Tathāgata enseña el yo [por el bien de algunas audiencias]: debido a su permanencia, el Tathāgata es el yo, pero enseña la ausencia del yo, porque ha alcanzado la soberanía [zizai 自在, posiblemente sct. aiśvarya].
Así, según el sutra del Nirvana, el Buda utiliza el término yo cuando es necesario (para superar las interpretaciones nihilistas del no-yo) y enseña el no-yo cuando es necesario (para superar el aferramiento a lo que no es el yo). Esto forma parte de sus medios hábiles (upaya) para guiar a los seres hacia la liberación.
El sutra también afirma que quienes no ven lo que no está vacío no conocen el verdadero camino intermedio. Del mismo modo, los que ven todo como no-yo pero no ven lo que es el yo de verdad tampoco ven el verdadero camino intermedio, que es la naturaleza búdica.Según Mark Blum, el sutra del Nirvana considera que la doctrina budista del no-yo es "una doctrina muy importante que debe exponerse cuando el oyente está apegado a su noción de yo o personalidad, porque deconstruye ese objeto de apego, revelando su naturaleza de fantasía." Sin embargo, el sutra entiende que las enseñanzas del no-yo y de la vacuidad son medios hábiles, no verdades últimas. El sutra también afirma la verdad de la "no vacuidad", que es un yo genuino, la naturaleza búdica.
El sutra del Nirvana compara la enseñanza del no-yo con una medicina a base de leche que es útil para ciertas dolencias, pero no para todas. Por ello, un médico que sólo prescribiera esta medicina sería un médico poco hábil. El Buda, en el sutra del Nirvana, dice que enseñó el no-yo para deshacerse de ciertos puntos de vista erróneos sobre el yo, a fin de que pudiera darse la enseñanza correcta sobre el yo (es decir, la naturaleza búdica). Por eso, según este sutra, "el Buda enseña que la naturaleza del Tathāgata (如來性) es el yo real (真實我), pero si con respecto a este principio uno cultiva mentalmente [el pensamiento] de que no es el yo, esto se llama la tercera distorsión."
Utilizando otro símil medicinal, el sutra del Nirvana compara la enseñanza del no-yo con una medicina que requiere que una madre deje de amamantar a su hijo. Así, la madre unta su pecho con un ungüento acre y le dice a su hijo que es veneno. Cuando el medicamento se ha ingerido por completo, la madre retira el ungüento e invita al niño a volver a mamar de su pecho. En este símil, la medicina es la noción hábil del no-yo, y la leche materna es la enseñanza de "la naturaleza del Tathāgata, que es el yo supramundano, supremo" (離世真實之我, posiblemente *lokottaraparamātman).
Otro elemento importante de la relación entre el no-yo y el verdadero yo en el sutra del Nirvana es que son vistos como no-duales (advaya), como dos caras de la misma moneda. Así, según el Nirvana: "el sabio sabe que la existencia del yo y la ausencia del yo son no-duales." Al hacer esta afirmación, el sutra también cita dos sutras, el Sarvapuṇyasamuccayasūtra (posiblemente Taisho n.º 381-382) y un sutra Prajñāpāramitā (el candidato más probable es el Suvikrāntavikrāmiparipṛcchā).

### El icchantika
A pesar de que la naturaleza de buda es innata en todos los seres sensibles, existe una clase de personas llamadas icchantikas ("extremistas" o "dogmáticos") que están excluidas de la budeidad o tendrán muy difícil alcanzarla alguna vez.El sutra del Nirvana habla a menudo de esta clase de personas. Según eruditos como Blum y Brunnholzl, el estatus y la naturaleza exactos de los icchantika en el sutra del Nirvana son difíciles de determinar, ya que el tema se trata de diferentes maneras a lo largo del sutra.En algunas partes, se dice que los icchantikas son como semillas quemadas que nunca pueden brotar y, por tanto, incurables e incapaces de alcanzar la budeidad. En otros pasajes, se dice que también poseen la naturaleza búdica y que pueden alcanzar la budeidad (su potencial para la budeidad también se describe de forma mucho más positiva en las versiones más largas del sutra). Como tal, la doctrina icchantika ha causado mucha controversia y debate en el budismo de Asia Oriental.
Según Seishi Karashima, la palabra icchantika deriva del verbo icchati (afirmar, sostener, mantener) y, por tanto, el término se entiende mejor como "alguien que [hace] afirmaciones; una [persona] obstinada". En concreto, el icchantika es alguien que rechaza y es hostil a la enseñanza de la naturaleza búdica del sutra del Nirvana.El sutra del Nirvana los describe así:

Cualquier persona, ya sea monje, monja, laico o laica, que rechace este sûtra con palabras abusivas, y ni siquiera pida perdón después, ha entrado en la senda icchantika.

A pesar de su dogmatismo hostil, la versión más larga del Sutra del Nirvana explica que, dado que todos los seres tienen la naturaleza búdica, todos los seres sin excepción, incluso los icchantikas (los seres más incorregibles y espiritualmente más bajos), pueden finalmente alcanzar la liberación y convertirse en budas.Esto es posible si adquieren fe en la naturaleza búdica, como afirma la traducción de Dharmakṣema: "Si un icchantika tuviera fe en la existencia de la naturaleza búdica, sabe que no descenderá a los tres [destinos] malos, y tampoco entonces se le llama icchantika."

### El declive del Dharma
Algunas partes del Sutra del Nirvana se ocupan mucho del declive del Dharma y de la escatología, describiendo cómo en los tiempos del declive del Dharma habrá falsos monjes, falsas enseñanzas y todo tipo de calamidades.Hodge sostiene que la primera parte del sutra fue escrita en la India por personas que creían que vivían en una época de decadencia en la que el Dharma del Buda perecería.El sutra afirma que durante la era del declive del Dharma, los sutras Mahayana se perderán (incluido el propio sutra del Nirvana), se extenderán las falsas enseñanzas y los monjes actuarán de forma poco ética, poseyendo sirvientes, ganado y caballos, y dedicándose a trabajos laicos como la agricultura, la herrería, la pintura, la escultura y la adivinación (en lugar de centrarse en el Dharma).
El sutra responde a esta situación de decadencia con la proclamación de la Budeidad innata que está presente en todos (aunque permanece oculta por las impurezas).El sutra se ve a sí mismo como la enseñanza final del Buda que tiene el poder de llevar a las personas a descubrir su propia naturaleza innata (siempre que la escuchen con fe). Como tal, se ve a sí mismo como la solución ideal a la era del declive del Dharma.

## Textos
El texto índico del Mahāparinirvāṇa Sūtra (en sánscrito) sólo ha sobrevivido en una serie de fragmentos, descubiertos en Asia Central, Afganistán y Japón. En chino y tibetano se conservan cuatro ediciones completas del sutra del Nirvana, de extensión variable. Los fragmentos están escritos en sánscrito híbrido budista e indican que fueron redactados por hablantes de una lengua prácrito.

### Chino
Según los primeros catálogos de sutra chinos,Dharmarakṣa (c. 260-280) tradujo al chino una parte del núcleo del sutra, aunque esta versión se ha perdido. Los registros canónicos chinos también mencionan que otra traducción perdida fue realizada por el monje chino Zhimeng, que estudió en la India entre los años 404 y 424 de la era cristiana. Según el relato del propio Zhimeng, también obtuvo su manuscrito del mismo laico de Pataliputra que Faxian unos años antes.

#### El "texto de seis fascículos"
Esta traducción, a menudo denominada "Texto de los seis fascículos" y titulada Dabannihuan jing (大般泥洹經, Taisho n.º 376.12.853-899), es la traducción más corta y temprana al chino. Se atribuye a Faxian y Buddhabhadra durante la dinastía Jin (266-420), entre los años 416 y 418. Aunque la traducción de esta versión en seis fascículos (juàn 卷) se atribuye convencionalmente a Faxian (法顯), esta atribución es probablemente inexacta. Según el propio relato de Faxian, la copia manuscrita que constituye la base de la versión china de los seis Juan la obtuvo en Pāṭaliputra de la casa de un laico conocido como Kālasena, durante sus viajes por la India. El catálogo de sutra chino más antiguo que se conserva, el Chu Sanzang Jiji de Sengyou (出三藏記集), que se escribió menos de 100 años después de la fecha de esta traducción, no menciona a Faxian. En su lugar, afirma que la traducción fue realizada por Buddhabhadra y su ayudante Baoyun (寶雲), citando catálogos anteriores para corroborar esta atribución. La idea de que Faxian participó en la traducción sólo surge en catálogos posteriores, compilados varios cientos de años después del suceso.

#### Edición "del norte" de Dharmakṣema
El "texto del Norte", titulado Dabanniepan jing (大般涅槃經), es una traducción en 40 fascículos (Taisho n.º 374.12.365c-603c), completada por el monje indio magadán traductor Dharmakṣema (c. 385-433 d. C.) entre 421 y 430 en el reino Liang del Norte. Esta versión es "unas cuatro veces más larga" que la versión de "seis fascículos" y la posterior traducción tibetana, extendiéndose por otros treinta fascículos, más allá de los diez primeros fascículos del material del sutra "principal". Esta versión también se tradujo posteriormente del chino al tibetano clásico.
Muchos eruditos dudan de la procedencia india del material adicional que se encuentra en esta edición (el contenido más allá de los diez primeros fascículos). La razón principal de esta duda es la falta de cualquier texto sánscrito extendido, cita o mención de un manuscrito sánscrito que contenga esta porción.El monje traductor chino Yijing viajó a la India y buscó este material, pero sólo encontró manuscritos correspondientes al texto básico.
Algunos estudiosos del texto sostienen que la última parte de la edición septentrional puede haber sido una composición de Asia Central, y algunos, incluso sostienen que puede haber sido escrita por el propio Dharmakṣema. Sin embargo, otros estudiosos como Jones y Granoff señalan que esta última parte conoce textos índicos que eran desconocidos en China. Así, Jones escribe que hay "pruebas convincentes de que este material conoce literatura india desconocida para cualquier otro material chino que conozcamos de la época de Dharmakṣema".Granoff señala, por ejemplo, que la historia de Ajatasatru en la última parte del sutra del Nirvana se inspira en el Mahābhārata, lo que sugiere un origen índico.Además, como señala Jones, tanto la tradición china como la tibetana entendían que el contenido adicional era de origen índico.
Una diferencia significativa entre la edición Dharmakṣema y el anterior sutra del Nirvana de los seis fascículos es que la visión de los icchantikas (herejes que se aferran a puntos de vista erróneos y rechazan las enseñanzas del sutra del Nirvana) de los seis fascículos es mucho más negativa y dura. La traducción de Dharmakṣema del sutra del Nirvana parece indicar que los icchantikas pueden redimirse y alcanzar finalmente la budeidad (puesto que todos los seres tienen naturaleza de buda), mientras que la versión de los seis fascículos parece indicar que los icchantikas no tienen remedio. Este fue un famoso punto de discordia para el destacado monje chino Daosheng (c. 360-434), que rechazó la traducción de Faxian y fue exiliado, hasta que fue reivindicado cuando se publicó la nueva traducción de Dharmakṣema.
También existe una versión china secundaria, la traducción de Dharmakṣema, que se completó en el año 453 de nuestra era. Se elaboró "puliendo el estilo y añadiendo nuevos encabezamientos de sección", según Stephen Hodge.

#### La edición "del sur"
El "Texto del sur" (Taisho n.º 375.12.605-852), en 36 fascículos, fue editado hacia 453 por Huiguan y Huiyan durante la dinastía Liu Song. Esta edición integra y modifica las traducciones del texto de seis fascículos y el de Dharmakṣema en una sola edición de treinta y seis fascículos. Esta edición cambia las divisiones de los capítulos de la primera parte del Dharmakṣema para que coincidan con la versión de seis fascículos y también cambia el idioma, los caracteres chinos y la sintaxis para que sean más accesibles y legibles.

### Ediciones tibetanas
En la 6.ª sección del Kanjur tibetano (vols. 77-78) hay tres traducciones del sutra del Nirvana:
- Toh 120, la primera traducción "corta" del sūtra, en 3. 900 ślokas (13 rollos). Fue realizada a principios del siglo IX por Jinamitra, Dhyānagarbha y Ban de btsan dra.[56]Se titula: Phags pa yong su Mya ngan las 'Das pa chen po theg pa chen po'i mdo (ཡོངས་སུ་མྱ་ངན་ལས་འདས་པ་ཆེན་པོ་ཐེག་པ་ཆེན་པོའི་མདོ།).
- Toh 119 - una traducción del chino al tibetano de la versión del Dharmakṣema de Wang-phab-zhun, Dge-ba'i blos-gros y Rgya-mtsho'i sde en 56 rollos, con el título Phags pa yongs su mya ngan las 'das pa chen po'i mdo (ཡོངས་སུ་མྱ་ངན་ལས་འདས་པ་ཆེན་པོའི་མདོ།)
- Toh 121 que conserva 16 versos traducidos por Kamalagupta y Rin Chen Bzang Po titulados Phags pa yongs su mya ngan las 'das pa'i mdo (ཡོངས་སུ་མྱ་ངན་ལས་འདས་པའི་མདོ།)

### Sutras relacionados
Hay varios textos asociados que se consideran parte de la "familia" de sutras del Nirvana. Se encuentran en la sección "Nirvana" (涅槃部) del canon budista chino. Incluye:
1. Dabanniepan jing houfen (La última parte del Mahāparinirvāṇa sūtra, 大般涅槃經後分, Taisho n.º 377) traducido por el monje Huining de la dinastía Tang y el monje indio *Jñānabhadra (若那跋陀羅) en Heling. Se supone que esta es la parte final perdida del sutra del Nirvana. La biografía de Dharmakṣema registra un comentario de Tanwufa que menciona una parte que falta, y algunas biografías mencionan que Dharmakṣema murió mientras regresaba a la India (o Asia Central) para buscar las partes que faltaban del sutra.
2. Si tongzi sanmei jing (四童子三昧經 Taisho n.º 379, sánscrito: Caturdhārakasamādhi sūtra), traducido por Jñānagupta en la dinastía Sui. Su escenario es también el nirvana final de Buda, aunque tiene a Ananda como interlocutor principal. También enseña que Buda está eternamente encarnado en el dharmakaya y siempre está predicando el Dharma.
3. Fangdeng bannihuan jing (方等般泥洹經 Taisho n.º 378, sánscrito: Caturdhārakasamādhi sūtra), traducido por Dharmarakṣa. Los seis primeros capítulos son similares al T379, mientras que el resto del texto se centra en la tierra pura del buda Śākyamuni y el parinirvāṇa.
4. Fo chui banniepan lüe shuo jiao jie jing (佛垂般涅槃略說教誡經 Taisho n.º 389), también conocido como Yi jiao jing (遺教經), traducido por Kumārajīva. También describe el nirvana final y enseña que Buda es eterno.

### Comentarios
En China se escribieron numerosos comentarios sobre el sutra del Nirvana. El comentario chino más importante sobre el sutra del Nirvana es el Compendio de comentarios sobre el *Mahāparinirvāṇa-sūtra (Dabanniepanjing ji jie, 大般涅槃經集解 T 1763), compilado en 509 por Baoliang (寶亮) en la dinastía Liang. Se trata de una recopilación de comentarios de numerosos maestros sobre el sutra del Nirvana. Incluye comentarios del emperador Wu de los Liang, Daosheng, Sengliang, Falue, Tanji, Sengzong, Baoliang, Zhixiu, Fazhi, Faan, Tanzhun, Falang, Tan'ai, Tanqian, Mingjun, Daohui, Falian y Jiaoyi.
Otro comentario importante fue el del erudito de la escuela del Nirvana Pao-liang (m. 509) llamado Sobre la naturaleza búdica del Camino Medio. Pao-liang interpreta la naturaleza búdica como la mente innatamente pura que es "la esencia misteriosa de la iluminación divina". Según Pao-liang, "no hay una sola fracción de segundo en la que esta esencia liberadora no esté funcionando (para liberar a la persona de la ignorancia)" y también dice que esta "función liberadora" es la misma que la tendencia natural a evitar el dolor y buscar la dicha. Pao-liang también dice que la naturaleza búdica está tanto en los skandhas como los trasciende, siendo la unidad de las dos verdades y la unidad del samsara y el nirvana.
Otros comentarios chinos del Taisho Tripitaka son:
- Taisho no. 1764, Da Ban Niepan Jing Yi Ji 《大般涅槃經義記》by el erudito Dilun Hui Yuan (慧遠 523-592) en la dinastía Sui en 10 fascículos.
- Taisho no. 1765, Da Ban Niepan Jing Xuan Yi《大般涅槃經玄義》por el monje de Tiantai Guanding en la dinastía Sui en 2 fascículos
- Taisho no. 1767, Da Ban Niepan Jing Shu《大般涅槃經疏》por Guanding en la dinastía Sui en 33 fascículos
- Taisho no. 1768, Da Ban Niepan Jing You Yi《涅槃經遊意》por Ji Zang en la dinastía Sui en 1 fascículo
- Taisho no. 1769, Niepan Zong Yao《涅槃宗要》por Wŏnhyo en la dinastía Silla en 1 fascículo
- Taisho no. 1766, Niepan Xuan Yi Fa Yuan Ji Yao《涅槃玄義發源機要》por Zhi Yuan (976-1022 C.E.) en la dinastía Song en 4 fascículos

## Historia

### Orígenes

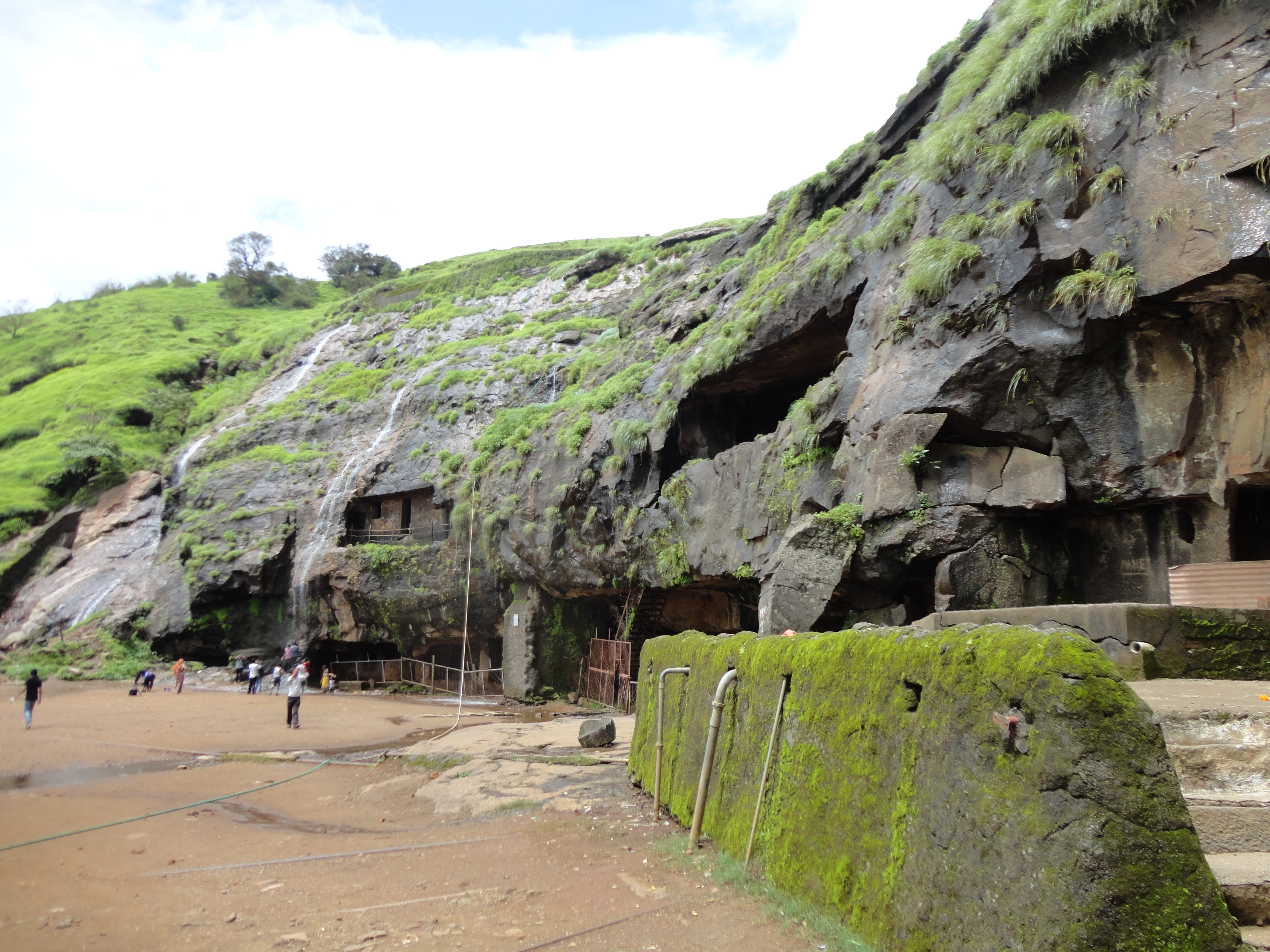
Complejo de cuevas asociado a la secta Mahāsāṃghika. Cuevas de Karla, Mahārāṣtra, India.

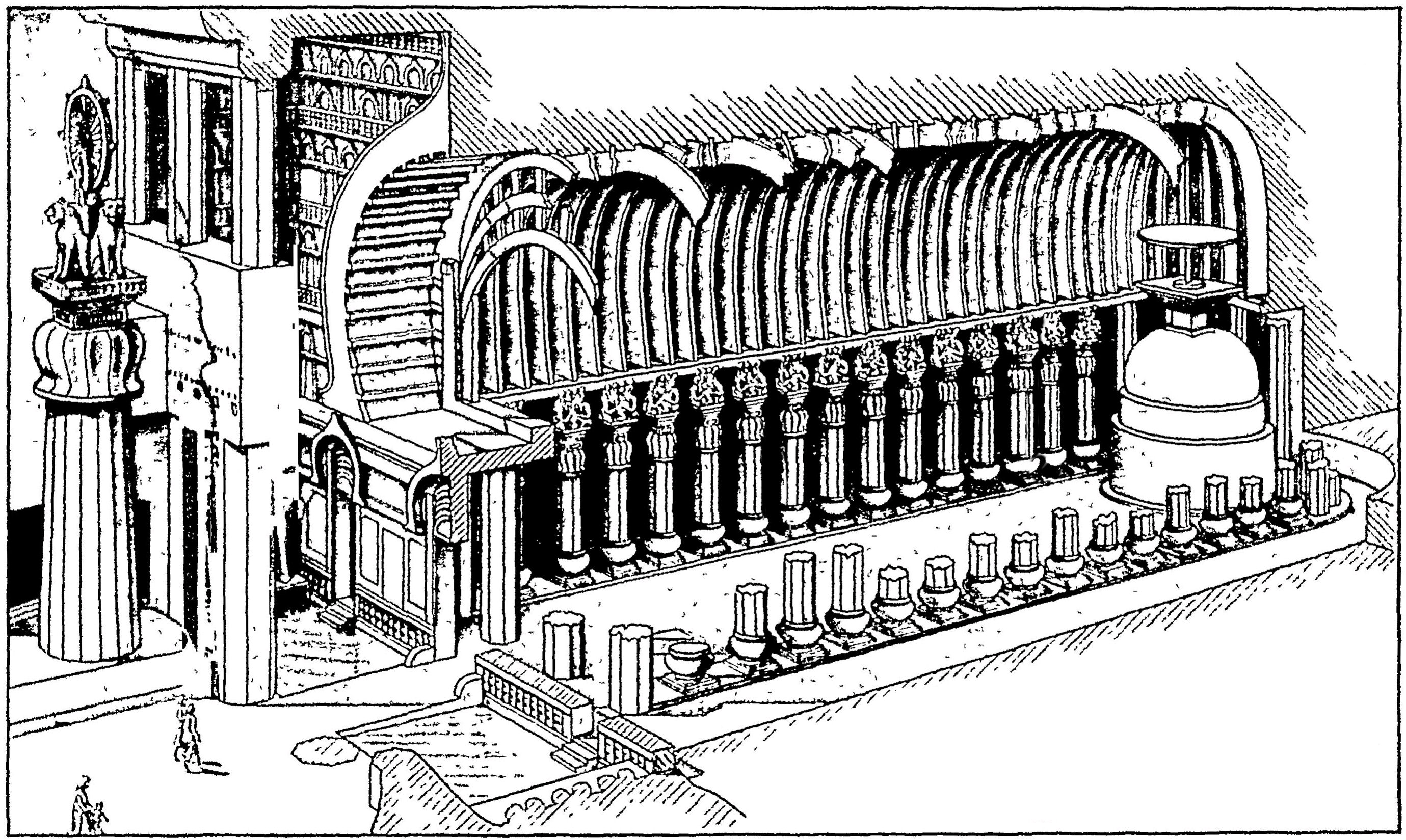
Ilustración de un templo rupestre chaitya, en la cuevas de Karla.

La historia del texto es muy compleja, pero la opinión consensuada es que la parte central de este sutra (similar a la versión de seis fascículos y la primera traducción Tibetana) se compiló en el sur de la India (dakṣiṇāpatha), posiblemente en Andhra o en alguna parte del Decán.
El lenguaje utilizado en el sūtra y los textos relacionados parece indicar una región en el sur de la India durante la época de la dinastía Śātavāhana, probablemente en el siglo II de nuestra era.Los gobernantes Śātavāhana patrocinaron el budismo y participaron en el desarrollo de los templos rupestres de Karla y Ajaṇṭā, así como en la gran estupa de Amarāvati. Durante esta época, la dinastía Śātavāhana también mantuvo amplios vínculos con el Imperio Kuṣāṇa.El indologo Stephen Hodge sostiene que es probable que el texto se compusiera "en un entorno Mahāsāṃghika" como Karli o Amaravatī-Dhanyakaṭaka.Hiromi Habata asoció igualmente el sutra con la escuela budista Mahāsāṃghika-Lokottaravāda.
Según Stephen Hodge, la evidencia textual interna en el Nirvana, el Aṅgulimālīya Sūtra, y el Mahābheri Sūtra, indica que estos textos circularon inicialmente en el sur de la India, pero luego comenzaron a propagarse gradualmente en el noroeste (especialmente en Cachemira). Hodge señala que el sutra del Nirvana contiene profecías de su propia aparición durante un periodo de declive del Dharma (que puede calcularse en torno al 220 EC) junto con profecías de que el texto será llevado a Cachemira (罽賓). Hodge también habla de un personaje importante llamado Sarvasattvapriyadarśana que aparece en un grupo de textos relacionados con el sutra del Nirvana como el Aṅgulimāla y el sutra del Loto (también se le llama Sarvalokapriyadarśana en el Mahāmegha y Mahābherīhāraka).Esta figura está relacionada con la enseñanza de la eternidad de Buda y se dice que nació durante el rey a Śātavāhana (una profecía puesta en boca del propio Buda en algunas fuentes). Según Hodge, Sarvasattvapriyadarśana puede haber sido una figura histórica relacionada con el linaje del sutra Nirvana (incluso su fundador) en el sur de la India. Después de que la situación en el sur se volviera desfavorable para esta tradición, fue llevada a Cachemira, donde se escribieron partes posteriores del texto, lo que refleja el declive narrativo de algunas partes del texto.
Shimoda Masahiro propone que la parte más antigua del sutra del Nirvana está relacionada con las opiniones y prácticas de los predicadores itinerantes del dharma llamados dharmakathikas o dharmabhānakas (說法者 o 法師). Estas figuras peregrinaban con frecuencia a los lugares de las estupas en compañía de laicos a los que se permitía protegerlas con espadas y bastones. Es posible que también creyeran en la naturaleza eterna de Buda y su cuerpo vajra (sct. vajrakaya).Según Shimoda, los autores del sutra del Nirvana, como defensores del culto a las estupas, habrían sabido cómo el término buddhadhātu se refería originalmente a śarīra o reliquias físicas del Buda. Según la teoría de Shimoda, estas figuras utilizaron las enseñanzas del Tathāgatagarbha Sūtra para remodelar el culto de reliquias en un culto del "Buda interior" como principio de salvación, es decir, la naturaleza de buda.
Sasaki afirma que una premisa clave del trabajo de Shimoda es que los orígenes del Mahayana y del Mahāparinirvāṇa están entrelazados.
Estudiosos como Shimoda, así como Michael Radich, sostienen que el sutra del Nirvana podría ser la fuente más antigua de la doctrina tathāgatagarbha.

### Evolución histórica
Como la mayoría de los sutras mahayana, el Nirvana sutra también se llevó a cabo en diferentes fases en su composición. Los eruditos modernos creen que la compilación de la parte central (que corresponde a la traducción china de seis fascículos y a la traducción tibetana más corta) debe haber ocurrido en una fecha temprana, durante o antes del siglo II de nuestra era, basándose en evidencias internas y en los catálogos canónicos chinos.
Utilizando pruebas textuales en el Mahāyāna Mahāparinirvāṇa Sūtra y textos relacionados, Stephen Hodge estima un periodo de compilación entre el 100 y el 220 de la era cristiana para el sutra central o original.
Uno de los estudiosos principales sobre este asunto es el japonés Masahiro Shimoda que propone la existencia de un proto Nirvana sutra. La versión india del Mahāparinirvāṇa Sūtra pasó por varias etapas en su composición, y Shimoda distingue varias etapas principales:
1. un corto proto-Nirvāṇa Sūtra, que era probablemente cuasi-Mahāsāṃghika en origen y dataría de 100 CE, si no incluso antes. Shimoda sostiene que el tema principal de este texto primigenio fue la permanecía y trascendencia del Buda. En el estado actual del texto el tema principal del texto central o primigenio es la eterna presencia del Buda en el gran caityas. La predominancia de este tipo de pensamiento es corroborada por muchos de los ensayos de Gregory Schopen que tratan de la creencia de que el Buda fue y sigue presente como fuerza viviente en el caityas que contiene los restos de su cuerpo. El término técnico que nos da la clave de este texto es buddha-dhatu. Este término es difícil de traducir pues tiene muchos niveles de connotación dependiendo de su uso contextual en el texto. Aparte del espiritual dhatu o naturaleza de un humano que incorporó su naturaleza Búdica a sí mismo, dhatu también hace referencia a las reliquias (restos corpóreos) encerradas dentro del caityas. Así, estos dhatus están vivos al igual que el Buddha es considerado estar continuamente presente en un sentido real del término. Esto es lo que hace que las peregrinaciones al caityas tan importantes, tanto al grueso de la gente como a los seguidores del Nirvana sutra a este nivel del texto, y a los que les gustaría entrar en el Nirvana en presencia del Buda morando ahí.
2. una versión ampliada de este texto central se desarrolló entonces y habría comprendido los capítulos 1, 2, 3, 4, 6 y 7 del texto de seis fascículos y versiones tibetanas más cortas, aunque se cree que en su estado actual hay un grado de adición editorial en ellos a partir de las últimas fases de desarrollo. Es en esta fase del texto que se desarrolló el término de icchantikas. Este término fue usado primariamente para denotar que muchos de los mojes que decidieron por vidas sedentarias. Fue luego extendido y hecho más duro en su connotación para incluir a aquellos que han destruido su oportunidad de liberación para sí mismos. También a este nivel del texto es que se desarrolla el concepto de tathagata (tatha-gata garbha). Así como el término de naturaleza búdica (buddha-dhatu), este término tiene mucho que ver con la veneración del caitya. Como término técnico un garbha puede ser el contenido del caitya o el caitya en sí mismo. Así el caitya es el contenedor del tathagata. Esta interpretación subraya la posición del tathagata-garbha sutra el cual dice respecto a los seres vivientes: ellos son los contenedores del, o posiblemente de un, Tathagata. La otra interpretación del término es pues que como un compuesto tat-purusha, el tathagata es el venerado contenido del caitya (Adytum). De esta manera el Nirvana sutra adopta esta interpretación de que todos los seres son Tathagatas embiónicos por la virtud de tener su naturaleza búdica. Y así es como esto viene a ser el mensaje central del Nirvana sutra, todos los seres son tathagatas en potencia por virtud de su naturaleza búdica, buddha-dhatu o tathagatagarbha.
3. El capítulo 8 del texto de seis fascículos.
4. Capítulos 5 y 9 y siguientes del texto en seis fascículos.

### En Asia Oriental

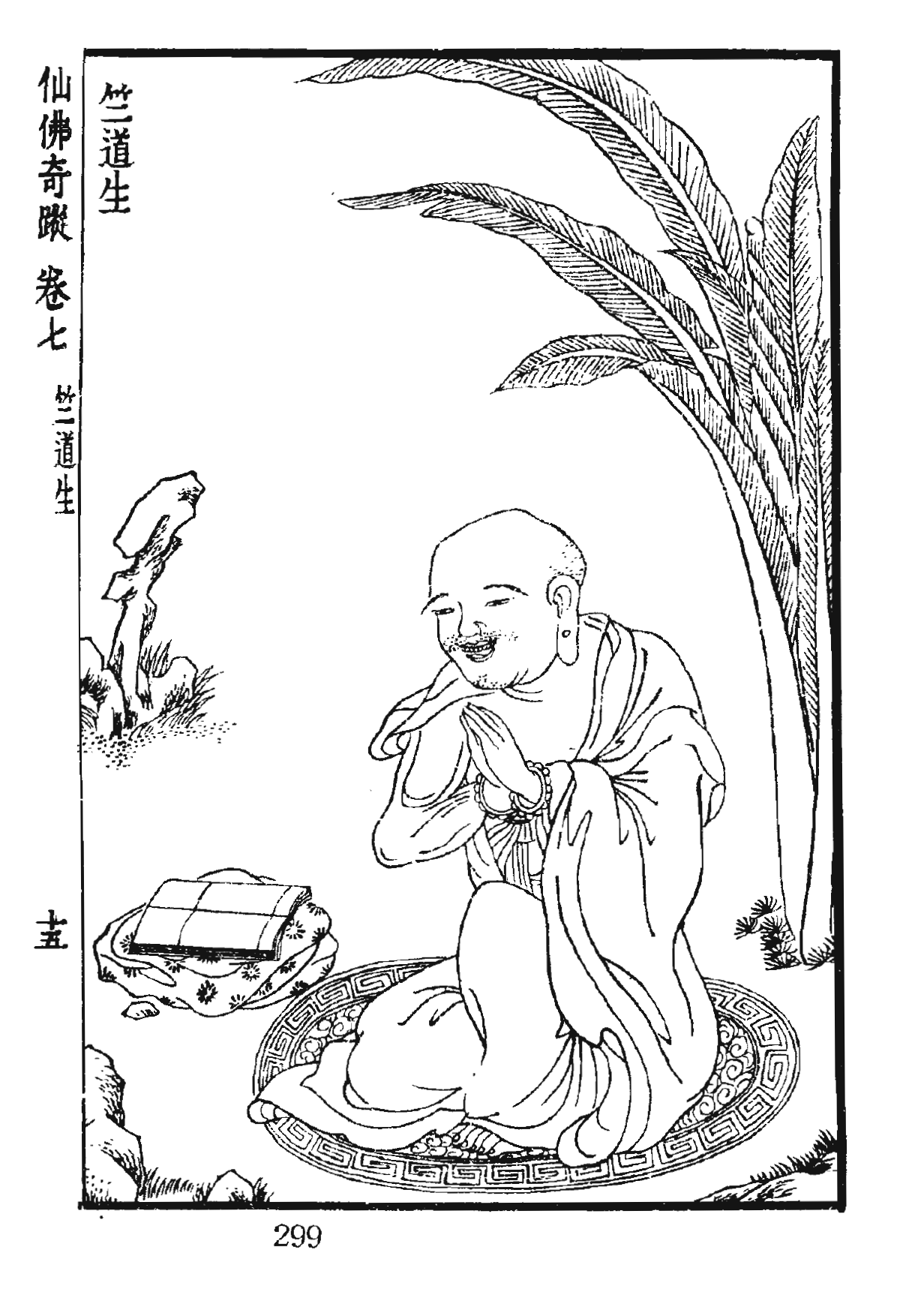
Daosheng, gran comentarista y estudioso chino del sutra del Nirvana. Su obra promovió la traducción "del norte" de Dharmakṣema y la universalidad de la naturaleza de buda y la Budeidad, incluso para los icchantikas, las personas más dogmáticas.

El sutra del Nirvana es una obra muy influyente en el budismo de Asia Oriental. Se ha traducido varias veces y existen dos traducciones chinas importantes. La traducción de Dharmakṣema (c. 385-433) es significativamente más larga, lo que ha llevado a algunos estudiosos a argumentar que las últimas partes de esta edición fueron compuestas en China.: 124–5  Esta edición más larga fue también la más importante y popular en China, Japón y Corea, ya que promovía la universalidad de la naturaleza de buda y la Budeidad. La versión de seis fascículos, en cambio, fue mayoritariamente ignorada.
El sutra del Nirvana de Dharmakṣema inspiró numerosos comentarios al sutra y es citado ampliamente por numerosos autores budistas de Asia Oriental. El sutra fue una fuente clave para la idea de que todos los seres sensibles tienen naturaleza de buda, que se consideraba una fuerza activa en el mundo. También influyeron sus enseñanzas sobre el vegetarianismo y la eternidad del Buda. Todas estas doctrinas se convirtieron en enseñanzas centrales del budismo chino.
En el periodo de las Dinastías del Sur (420-589), existía una escuela budista china dedicada al Nirvana sutra, que se denominaba simplemente "Escuela del Nirvana" (nièpán-zong) y que también estaba influida por las obras de Daosheng. Esta escuela enseñaba la universalidad de la naturaleza de buda y la capacidad incluso de los icchantikas para alcanzar la Budeidad.La escuela prosperó en la dinastía Liang (502-557) y muchas de sus enseñanzas se incorporaron a la escuela Tiantai. Durante la dinastía Liang, eruditos como Pao-liang (m. 509) complementaron las enseñanzas de la escuela con las del Tattvasiddhi-Śāstra.
El sutra del Nirvana también se consideraba un sutra clave tanto para la escuela Tiantai como para la Huayan, las principales escuelas doctrinales del budismo chino. El exégeta clave del Tiantai, Zhiyi, llegó a considerar el sutra como una enseñanza final de Buda y de igual categoría que el Sutra del Loto.
Debido a su estatus en estas tradiciones doctrinales, también adquirió importancia para numerosas escuelas budistas japonesas como el budismo zen, nichiren y jodo-shin. La obra es citada por figuras clave del budismo japonés como Dōgen, Nichiren y Shinran. El Sutra del Nirvana se encuentra entre las fuentes e influencias más importantes de la obra magna de Shinran, el Kyogyoshinsho. Shinran se basa en pasajes cruciales del Sutra del Nirvana para la elaboración más teórica del significado de shinjin. Del mismo modo, el Nirvana sutra es una fuente clave para la visión de Dōgen sobre la naturaleza de buda.

## Traducciones

### En castellano
- Myoren (2022). El Buda es Vida Eterna: Las Enseñanzas del Sutra del Nirvana, ISBN-13: 979-8842505807. (Traducción de extractos del sutra)

### En inglés
- The Mahayana Mahaparinirvana Sutra, en 3 volúmenes, traducido por Kosho Yamamoto. Ube City (Japón): Karinbunko, 1973-1975.
- The Mahayana Mahaparinirvana Sutra, en 12 volúmenes, traducido por Kosho Yamamoto y editado por Dr. Tony Page. Londres: Nirvana Publications, 1999-2000.
- Blum, Mark, trans. (2013). The Nirvana Sutra: Volume 1, Berkeley, California. BDK America (Honolulu: University of Hawai'i Press). ISBN 978-1-886439-46-7.